# Thác Pú Nhu
Thác Pú Nhu là thác trên suối Tà Đông ở vùng đất bản Ma Lừ Thàng xã Dế Xu Phình huyện Mù Cang Chải tỉnh Yên Bái, Việt Nam.
Thác có độ cao cột nước khoảng 20 m và chia thành nhiều bậc, nằm giữa hai vách núi đá cao thẳng đứng trong rừng già có nhiệt độ mát mẻ cỡ 25 °C. Cùng với ruộng bậc thang Mù Cang Chải thác là điểm du lịch sinh thái làm cho trải nghiệm thêm phần đa dạng.

## Vị trí
Thác Pú Nhu trên suối Tà Đông ở xã Dế Xu Phình. Đây là một suối nhỏ trong lưu vực Nậm Kim, dài khoảng 8 km. Suối bắt nguồn từ sườn đông bắc núi Tà Đông cao 2288 m 21°45′31″B 104°05′28″Đ / 21,758613°B 104,091191°Đ. Núi Tà Đông, cùng với núi Chế Tạo (cao 2301 m) lập thành dải núi ở vùng giáp ranh xã Chế Tạo và Dế Xu Phình của huyện Mù Cang Chải.
Suối chảy hướng đông bắc, đến ranh giới hai xã Dế Xu Phình và La Pán Tẩn thì đổ vào Nậm Kim.
Thác nằm gần cửa suối và cách Quốc lộ 32 cỡ hơn 1 km, tiếp cận bằng đi bộ. Đường rẽ lên thác nằm ở bản Pú Nhu xã La Pán Tẩn, vì thế mọi người gọi tên thác là thác Pú Nhu. Điểm rẽ cách thị trấn Mù Cang Chải 21°51′06″B 104°05′13″Đ / 21,851747°B 104,087072°Đ cỡ 10 km hướng đông.
Phía thượng nguồn suối có Thủy điện Ma Lừ Thàng công suất lắp máy 3 MW với 2 tổ máy, hoàn thành năm 2017. 21°47′18″B 104°07′47″Đ / 21,788245°B 104,129736°Đ Các văn liệu thủy điện gọi tên là suối Phình Hồ, là tên suối và tên bản của xã Dế Xu Phình nhưng ở phía bắc thủy điện cỡ 3 km.